# Luik-Bastenaken-Luik 1984
In 1984 werd de 70e editie verreden van de wielerwedstrijd Luik-Bastenaken-Luik. 
De Ier Sean Kelly won de sprint van een groep van negen renners.
De wedstrijd maakte onderdeel uit van de Super Prestige Pernod, van 1984.

## Uitslag
| Plaats  | Naam               | Ploeg                           | tijd     |
| ------- | ------------------ | ------------------------------- | -------- |
| Winnaar | Sean Kelly         | Skil–Reydel–Sem–Mavic           | 6u47'31" |
| 2       | Phil Anderson      | Panasonic–Raleigh               | z.t.     |
| 3       | Greg LeMond        | Renault–Elf                     | z.t.     |
| 4       | Steven Rooks       | Panasonic–Raleigh               | z.t.     |
| 5       | Acácio da Silva    | Malvor–Bottecchia               | z.t.     |
| 6       | Marc Madiot        | Renault–Elf                     | z.t.     |
| 7       | Claude Criquielion | Splendor–Mondial Moquettes–Marc | + 0'03"  |
| 8       | Laurent Fignon     | Renault–Elf                     | z.t.     |
| 9       | Joop Zoetemelk     | Kwantum–Decosol–Yoko            | z.t.     |
| 10      | Pascal Jules       | Renault–Elf                     | + 1'42"  |

1892 · 1893 · 1894 · 1895-1907 · 1908 · 1909 · 1910 · 1911 · 1912 · 1913 · 1914-1918 · 1919 · 1920 · 1921 · 1922 · 1923 · 1924 · 1925 · 1926 · 1927 · 1928 · 1929 · 1930 · 1931 · 1932 · 1933 · 1934 · 1935 · 1936 · 1937 · 1938 · 1939 · 1940-1942 · 1943 · 1944 · 1945 · 1946 · 1947 · 1948 · 1949 · 1950 · 1951 · 1952 · 1953 · 1954 · 1955 · 1956 · 1957 · 1958 · 1959 · 1960 · 1961 · 1962 · 1963 · 1964 · 1965 · 1966 · 1967 · 1968 · 1969 · 1970 · 1971 · 1972 · 1973 · 1974 · 1975 · 1976 · 1977 · 1978 · 1979 · 1980 · 1981 · 1982 · 1983 · 1984 · 1985 · 1986 · 1987 · 1988 · 1989 · 1990 · 1991 · 1992 · 1993 · 1994 · 1995 · 1996 · 1997 · 1998 · 1999 · 2000 · 2001 · 2002 · 2003 · 2004 · 2005 · 2006 · 2007 · 2008 · 2009 · 2010 · 2011 · 2012 · 2013 · 2014 · 2015 · 2016 · 2017 · 2018 · 2019 · 2020 · 2021 · 2022 · 2023 · 2024 · 2025